# Кам'янецький договір 1653
Кам'янецький договір 1653 — кримсько-польська мирна угода, укладена в усній формі під Кам'янцем 15 грудня 1653. Увінчував Жванецьку кампанію 1653, в ході якої Війську Запорозькому та його союзникові Кримському ханату вдалося завдати польській армії низку поразок і взяти в облогу її головні сили на чолі з королем Яном II Казимиром Вазою поблизу Жванецького замку між річкою Дністер і її притокою Жванчиком. Рятуючись від неминучого розгрому, польське керівництво зуміло зав'язати сепаратні контакти з кримським ханом Іслямом III Ґераєм і схилити його до початку мирних переговорів. Оскільки українській делегації на чолі з генеральним писарем І.Виговським на переговорах була відведена роль пасивного спостерігача, вона від участі в них відмовилася.
Зважаючи на відсутність письмового викладу умов Кам'янецького договору, неможливо достовірно реконструювати його зміст. Опосередковані ж свідчення вказують на те, що припинення воєнних дій між Річчю Посполитою та Кримським ханатом ґрунтувалося на обіцянці польського уряду щорічно виплачувати хану так звані упоминки та взяти участь у поході проти Московської держави. Стосовно визначення в контексті Кам'янецького договору політико-правового статусу козацької України історичні джерела подають суперечливу інформацію, з аналізу якої випливає, що, найімовірніше, за Військом Запорозьким залишалися права, закріплені умовами Зборівського договору Кримського ханства з Річчю Посполитою 1649, але лише в тій його частині, яка стосувалася становища реєстрових козаків. Ті ж статті, які гарантували територіально-адм. автономію козацької України (визначення її кордонів, заборона перебування на її території коронних військ тощо), в Кам'янецькому договорі повністю ігнорувалися.
Факти сепаратних польсько-кримських переговорів під Кам'янцем й інформація про зміст Кам'янецького договору підштовхнули українське керівництво до остаточного розриву з Річчю Посполитою та прийняття на початку 1654 зверхності московського царя Олексія Михайловича.